# Gaduo (sockenhuvudort i Kina, Qinghai Sheng, lat 33,67, long 96,70)
Gaduo (kinesiska: 尕朵, 尕朵乡, 卡龙) är en sockenhuvudort i Kina. Den ligger i provinsen Qinghai, i den nordvästra delen av landet, omkring 570 kilometer sydväst om provinshuvudstaden Xining. Antalet invånare är 7 426. Befolkningen består av 3 436 kvinnor och 3 990 män. Barn under 15 år utgör 34 %, vuxna 15-64 år 61 %, och äldre över 65 år 4,0 %.
Runt Gaduo är det mycket glesbefolkat, med 3 invånare per kvadratkilometer. Det finns inga andra samhällen i närheten. Trakten runt Gaduo består i huvudsak av gräsmarker.
Genomsnittlig årsnederbörd är 710 millimeter. Den regnigaste månaden är juli, med i genomsnitt 170 mm nederbörd, och den torraste är november, med 4 mm nederbörd.